# Schweiziska alperna

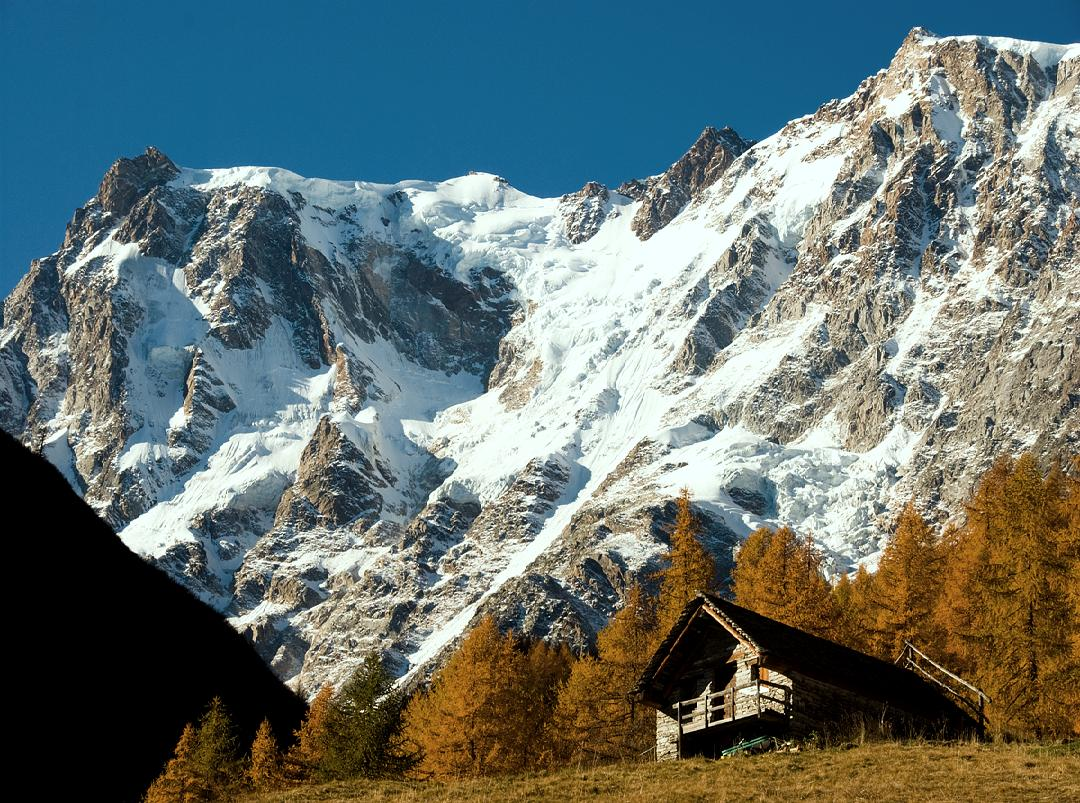
Schweiz högsta punkt Dufourspitze.

Med sitt läge i Alperna finns det många höga bergstoppar i Schweiz. I kantonen Valais återfinns Schweiz högsta berg, Dufourspitze 4 634 m ö.h.. 
|    | Topp           | Höjd    | Kanton |
| -- | -------------- | ------- | ------ |
| 1  | Dufourspitze   | 4 634 m | Valais |
| 2  | Nordend        | 4 609 m | Valais |
| 3  | Zumsteinspitze | 4 563 m | Valais |
| 4  | Signalkuppe    | 4 556 m | Valais |
| 5  | Dom            | 4 545 m | Valais |
| 6  | Liskamm        | 4 527 m | Valais |
| 7  | Weisshorn      | 4 505 m | Valais |
| 8  | Taeschhorn     | 4 490 m | Valais |
| 9  | Matterhorn     | 4 478 m | Valais |
| 10 | Parrotspitze   | 4 436 m | Valais |